# Martin Lucas
Martin Lucas SVD (ur. 16 października 1894 w Haarlemie, zm. 3 marca 1969) – holenderski duchowny rzymskokatolicki, werbista, arcybiskup tytularny, dyplomata papieski.

## Życiorys
26 października 1924 otrzymał święcenia prezbiteriatu i został kapłanem Zgromadzenia Słowa Bożego.
14 września 1945 papież Pius XII mianował go delegatem apostolskim w Południowej Afryce oraz arcybiskupem tytularnym adulizyjskim. 29 października 1945 przyjął sakrę biskupią z rąk prefekta Świętej Kongregacji Rozkrzewiania Wiary kard. Pietro Fumasoniego Biondiego. Współkonsekratorami byli sekretarz Świętej Kongregacji Rozkrzewiania Wiary abp Celso Costantini oraz urzędnik Kurii Rzymskiej bp Johannes Olav Smit.
3 grudnia 1952 został przeniesiony na urząd internuncjusza apostolskiego w Indiach. Pełnił tę misję do 1 stycznia 1957, gdy został urzędnikiem Sekretariatu Stanu. 16 kwietnia 1959 papież Jan XXIII mianował go delegatem apostolskim w Skandynawii. Był pierwszą osobą w historii mianowaną na to stanowisko, a sama delegatura apostolska powstała dopiero w kolejnym roku. W październiku 1961 abp Lucas przeszedł na emeryturę.
Jako ojciec soborowy wziął udział w soborze watykańskim II (z wyjątkiem pierwszej sesji).